# Tournoi de clôture du championnat du Guatemala de football 2016
Navigation
Saison précédente Saison suivante
Le Tournoi Clausura 2016 est le trente-cinquième tournoi saisonnier disputé au Guatemala.
C'est cependant la 81e fois que le titre de champion du Guatemala est remis en jeu.
Lors de ce tournoi, l'Antigua GFC a tenté de conserver son titre de champion du Guatemala face aux onze meilleurs clubs guatémaltèques.
Chacun des douze clubs participant était confronté deux fois aux onze autres équipes. Puis les six meilleurs se sont affrontés lors d'une phase finale à la fin du tournoi.
Seulement une place était qualificative pour la Ligue des champions de la CONCACAF.

## Les 12 clubs participants
| \| Guatemala City: Antigua GFC CSD Comunicaciones CSD Municipal Universidad SC Guatemala City Deportivo Malacateco Deportivo Marquense Deportivo Suchitepéquez Xelaju MC Deportivo Petapa Deportivo Guastatoya Deportivo Mictlán Cobán Imperial \| Localisation des clubs engagés dans le championnat. |
| Guatemala City: Antigua GFC CSD Comunicaciones CSD Municipal Universidad SC Guatemala City Deportivo Malacateco Deportivo Marquense Deportivo Suchitepéquez Xelaju MC Deportivo Petapa Deportivo Guastatoya Deportivo Mictlán Cobán Imperial                                                           |

Ce tableau présente les douze équipes qualifiées pour disputer le championnat 2015-2016. On y trouve le nom des clubs, le nom des stades dans lesquels ils évoluent ainsi que la capacité et la localisation de ces derniers.
| Club                    | Stade                          | Capacité | Ville             |
| Antigua GFC             | Stade Pensativo                | 9 000    | Guatemala City    |
| Cobán Imperial          | Stade Verapaz                  | 8 000    | Cobán             |
| CSD Comunicaciones      | Stade Cementos Progreso        | 17 000   | Guatemala City    |
| Deportivo Guastatoya    | Stade David Cordón Hichos (es) | 3 500    | Guastatoya        |
| Deportivo Malacateco    | Stade Santa Lucía              | 7 000    | Malacatán         |
| Deportivo Marquense     | Stade Marquesa de la Ensenada  | 10 000   | San Marcos        |
| Deportivo Mictlán (en)  | Stade La Asunción              | 8 000    | Asunción Mita     |
| CSD Municipal           | Stade Manuel Felipe Carrera    | 10 000   | Guatemala City    |
| Deportivo Petapa (en)   | Stade municipal                | 7 500    | San Miguel Petapa |
| Deportivo Suchitepéquez | Stade Carlos Salazar Hijo      | 12 000   | Mazatenango       |
| Universidad SC          | Stade Revolución               | 4 000    | Guatemala City    |
| Xelaju MC               | Stade Mario Camposeco          | 11 000   | Quetzaltenango    |

## Compétition
Le tournoi Clausura se déroule de la même façon que les tournois saisonniers précédents, en deux phases :
- La phase de qualification : les vingt-deux journées de championnat.
- La phase finale : les matchs aller-retour allant des quarts de finale à la finale.

### Phase de qualification
Lors de la phase de qualification les douze équipes affrontent à deux reprises les onze autres équipes selon un calendrier tiré aléatoirement.
Les deux meilleures équipes sont qualifiées directement pour les demi-finale alors que les quatre suivantes se qualifient pour les quarts de finale.
Le classement est établi sur le barème de points classique (victoire à 3 points, match nul à 1, défaite à 0).
Le départage final se fait selon les critères suivants :
- Le nombre de points.
- La différence de buts générale.
- Le nombre de buts marqué.

#### Classement
| Rang | Équipe                   | Pts | J  | G  | N | P  | Bp | Bc | Diff |
| ---- | ------------------------ | --- | -- | -- | - | -- | -- | -- | ---- |
| 1    | Deportivo Suchitepéquez  | 39  | 22 | 12 | 3 | 7  | 36 | 23 | +13  |
| 2    | CSD Municipal            | 36  | 22 | 9  | 9 | 4  | 29 | 21 | +8   |
| 3    | CSD Comunicaciones       | 32  | 22 | 9  | 5 | 8  | 32 | 27 | +5   |
| 4    | Deportivo Malacateco     | 31  | 22 | 9  | 4 | 9  | 35 | 24 | +11  |
| 5    | Antigua GFC T            | 31  | 22 | 8  | 7 | 7  | 27 | 23 | +4   |
| 6    | Deportivo Marquense      | 31  | 22 | 8  | 7 | 7  | 30 | 29 | +1   |
| 7    | Deportivo Guastatoya     | 31  | 22 | 10 | 1 | 11 | 26 | 28 | -2   |
| 8    | Deportivo Mictlán (en) P | 30  | 22 | 8  | 6 | 8  | 21 | 28 | -7   |
| 9    | Universidad SC           | 29  | 22 | 8  | 5 | 9  | 32 | 29 | +3   |
| 10   | Xelaju MC                | 24  | 22 | 5  | 9 | 8  | 19 | 25 | -6   |
| 11   | Deportivo Petapa (en)    | 23  | 22 | 5  | 8 | 9  | 33 | 40 | -7   |
| 12   | Cobán Imperial P         | 23  | 22 | 5  | 8 | 9  | 17 | 40 | -23  |

| Légende : Qualifications et relégations | Légende : Qualifications et relégations          |
| --------------------------------------- | ------------------------------------------------ |
|                                         | Qualifié pour les demi-finales                   |
|                                         | Qualifié pour les quarts de finale               |
|                                         | T Tenant du titre P Promu de la saison 2014-2015 |

#### Matchs
| Résultats (▼dom., ►ext.)                                   | Ant | Cob | Com | Gua | Mic | Mal | Mar | Mun | Pet | Suc | Uni | Xel |
| Antigua GFC                                                |     | 0-0 | 1-3 | 3-0 | 1-1 | 2-4 | 2-1 | 2-0 | 4-1 | 0-1 | 1-0 | 0-0 |
| Cobán Imperial                                             | 1-1 |     | 1-3 | 0-0 | 3-2 | 2-1 | 1-0 | 0-1 | 3-2 | 2-1 | 2-2 | 0-0 |
| CSD Comunicaciones                                         | 2-1 | 4-0 |     | 1-2 | 1-0 | 2-2 | 4-0 | 1-2 | 1-1 | 1-2 | 0-4 | 1-0 |
| Deportivo Guastatoya                                       | 1-0 | 3-0 | 0-1 |     | 2-0 | 3-4 | 2-0 | 2-0 | 3-1 | 1-0 | 3-1 | 2-0 |
| Deportivo Malacateco                                       | 2-1 | 9-0 | 1-1 | 1-0 |     | 1-1 | 3-0 | 1-0 | 3-2 | 4-1 | 2-0 | 2-0 |
| Deportivo Marquense                                        | 1-2 | 1-1 | 1-0 | 2-0 | 2-1 |     | 1-0 | 1-0 | 1-0 | 1-1 | 2-4 | 2-2 |
| Deportivo Mictlán (en)                                     | 0-0 | 1-0 | 2-0 | 2-1 | 1-0 | 0-0 |     | 3-3 | 2-2 | 1-0 | 1-0 | 3-2 |
| CSD Municipal                                              | 0-0 | 0-0 | 2-2 | 1-0 | 1-0 | 1-0 | 1-1 |     | 8-2 | 3-2 | 1-1 | 2-1 |
| Deportivo Petapa (en)                                      | 1-1 | 1-1 | 1-1 | 6-0 | 1-0 | 2-1 | 3-1 | 0-0 |     | 2-1 | 2-3 | 2-2 |
| Deportivo Suchitepéquez                                    | 0-1 | 3-0 | 2-1 | 2-1 | 4-1 | 3-1 | 2-0 | 0-0 | 2-0 |     | 1-0 | 1-1 |
| Universidad SC                                             | 3-1 | 4-0 | 1-2 | 2-0 | 2-1 | 0-0 | 0-1 | 1-2 | 0-0 | 2-6 |     | 0-0 |
| Xelaju MC                                                  | 1-3 | 1-0 | 1-0 | 1-0 | 0-0 | 2-1 | 1-1 | 1-1 | 2-1 | 0-1 | 1-2 |     |
| - Victoire à domicile - Match nul - Victoire à l'extérieur |     |     |     |     |     |     |     |     |     |     |     |     |

### Classement cumulatif
| Rang | Équipe                    | Pts | J  | G  | N  | P  | Bp | Bc | Diff |
| ---- | ------------------------- | --- | -- | -- | -- | -- | -- | -- | ---- |
| 1    | Deportivo Suchitepéquez C | 73  | 44 | 22 | 7  | 15 | 72 | 50 | +22  |
| 2    | Antigua GFC C             | 69  | 44 | 19 | 12 | 13 | 55 | 42 | +13  |
| 3    | CSD Comunicaciones        | 69  | 44 | 20 | 9  | 15 | 58 | 47 | +11  |
| 4    | CSD Municipal             | 67  | 44 | 18 | 13 | 13 | 57 | 48 | +9   |
| 5    | Deportivo Guastatoya      | 65  | 44 | 19 | 8  | 17 | 59 | 51 | +8   |
| 6    | Xelaju MC                 | 65  | 44 | 18 | 11 | 15 | 41 | 42 | -1   |
| 7    | Deportivo Marquense       | 60  | 44 | 16 | 12 | 16 | 52 | 57 | -5   |
| 8    | Deportivo Petapa (en)     | 56  | 44 | 14 | 14 | 16 | 62 | 71 | -9   |
| 9    | Deportivo Mictlán (en) P  | 56  | 44 | 15 | 11 | 18 | 45 | 56 | -11  |
| 10   | Cobán Imperial P          | 51  | 44 | 12 | 15 | 17 | 37 | 66 | -29  |
| 11   | Deportivo Malacateco      | 48  | 44 | 13 | 9  | 22 | 59 | 65 | -6   |
| 12   | Universidad SC            | 47  | 44 | 12 | 11 | 21 | 63 | 65 | -2   |

| Légende : Qualifications et relégations | Légende : Qualifications et relégations                                        |
| --------------------------------------- | ------------------------------------------------------------------------------ |
|                                         | Ligue des champions de la CONCACAF 2016-2017 (Phase de groupes)                |
|                                         | Participe au barrage de relégation en Primera División de Guatemala            |
|                                         | Relégué en Primera División de Guatemala                                       |
|                                         | C Vainqueur d'un des deux tournois de la saison P Promu de la saison 2014-2015 |

### Barrage de relégation
| Club                 | Aller | Retour | Club       | Commentaire |
| Deportivo Malacateco | 2-1   | 4-2    | CD Heredia |             |

### La Phase Finale
Les six équipes qualifiées sont réparties dans le tableau final d'après leur classement général, le deuxième affrontant lors des demi-finales le vainqueur du quart opposant le quatrième au cinquième et le premier affrontant le vainqueur du quart opposant le troisième au sixième. L'équipe la moins bien classée accueille lors du match aller et la meilleure lors du match retour.
En cas d'égalité sur la somme des deux matchs, c'est l'équipe ayant marqué le plus de buts à extérieur qui l'emporte puis des prolongations et une séance de tirs au but ont éventuellement lieu.

#### Tableau
|  |                         |                    |                      |               |                    |     |   |            |            |            |            |                         |     |   |        |        |        |        |        |  |  |
|  | 1/4 de finale           | 1/4 de finale      | 1/4 de finale        | 1/4 de finale | 1/4 de finale      |     |   | 1/2 finale | 1/2 finale | 1/2 finale | 1/2 finale | 1/2 finale              |     |   | Finale | Finale | Finale | Finale | Finale |  |  |
|  |                         |                    |                      |               |                    |     |   |            |            |            |            |                         |     |   |        |        |        |        |        |  |  |
|  |                         |                    |                      |               |                    |     |   |            |            |            |            |                         |     |   |        |        |        |        |        |  |  |
|  |                         |                    |                      |               |                    |     |   |            |            |            |            |                         |     |   |        |        |        |        |        |  |  |
|  |                         |                    |                      |               |                    |     |   |            |            |            |            |                         |     |   |        |        |        |        |        |  |  |
|  |                         |                    |                      |               |                    |     |   |            |            |            |            |                         |     |   |        |        |        |        |        |  |  |
|  | Deportivo Suchitepéquez | (1)                | 2                    | 2             |                    |     |   |            |            |            |            |                         |     |   |        |        |        |        |        |  |  |
|  | Deportivo Suchitepéquez | (1)                | 2                    | 2             |                    |     |   |            |            |            |            |                         |     |   |        |        |        |        |        |  |  |
|  |                         |                    | Deportivo Malacateco | (4)           | 1                  | 0   |   |            |            |            |            |                         |     |   |        |        |        |        |        |  |  |
|  | Deportivo Malacateco    | (4)                | Deportivo Malacateco | (4)           | 1                  | 0   | 0 | 3          |            |            |            |                         |     |   |        |        |        |        |        |  |  |
|  | Deportivo Malacateco    | (4)                |                      |               |                    |     |   |            |            |            |            |                         |     |   |        |        |        |        |        |  |  |
|  | Antigua GFC             | (5)                | 2                    | 0             |                    |     |   |            |            |            |            |                         |     |   |        |        |        |        |        |  |  |
|  | Antigua GFC             | (5)                | 2                    | 0             |                    |     |   |            |            |            |            | Deportivo Suchitepéquez | (1) | 1 | 3      |        |        |        |        |  |  |
|  |                         |                    |                      |               |                    |     |   |            |            |            |            | Deportivo Suchitepéquez | (1) | 1 | 3      |        |        |        |        |  |  |
|  |                         | CSD Comunicaciones | (3)                  | 2             | 0                  |     |   |            |            |            |            |                         |     |   |        |        |        |        |        |  |  |
|  | CSD Comunicaciones      | CSD Comunicaciones | (3)                  | 2             | 0                  | (3) | 3 | 1          |            |            |            |                         |     |   |        |        |        |        |        |  |  |
|  | CSD Comunicaciones      |                    |                      |               |                    |     | 3 | 1          |            |            |            |                         |     |   |        |        |        |        |        |  |  |
|  | Deportivo Marquense     | (6)                | 3                    | 0             |                    |     |   |            |            |            |            |                         |     |   |        |        |        |        |        |  |  |
|  | Deportivo Marquense     | (6)                | 3                    | 0             | CSD Comunicaciones | (3) | 1 | 1          |            |            |            |                         |     |   |        |        |        |        |        |  |  |
|  |                         |                    |                      |               |                    | (3) | 1 | 1          |            |            |            |                         |     |   |        |        |        |        |        |  |  |
|  |                         |                    | CSD Municipal        | (2)           | 0                  | 2   |   |            |            |            |            |                         |     |   |        |        |        |        |        |  |  |
|  |                         |                    |                      |               |                    | 2   |   |            |            |            |            |                         |     |   |        |        |        |        |        |  |  |
|  |                         |                    |                      |               |                    |     |   |            |            |            |            |                         |     |   |        |        |        |        |        |  |  |
|  |                         |                    |                      |               |                    |     |   |            |            |            |            |                         |     |   |        |        |        |        |        |  |  |
|  |                         |                    |                      |               |                    |     |   |            |            |            |            |                         |     |   |        |        |        |        |        |  |  |

#### Quarts de finale
| Club                 | Aller | Retour | Club                | Commentaire |
| CSD Comunicaciones   | 3-3   | 1-0    | Deportivo Marquense |             |
| Deportivo Malacateco | 0-2   | 3-0    | Antigua GFC         |             |

#### Demi-finales
| Club                    | Aller | Retour | Club                 | Commentaire                         |
| Deportivo Suchitepéquez | 2-1   | 2-0    | Deportivo Malacateco |                                     |
| CSD Municipal           | 0-1   | 2-1    | CSD Comunicaciones   | Victoire grâce au but à l'extérieur |

#### Finale
| Match aller | CSD Comunicaciones                          | 2:1   | Deportivo Suchitepéquez | Stade Mateo Flores |  |
| 26 mai 2015 | Emiliano Ariel Lopez 10e · Juan Barrera 87e | (1:1) | Omar Salazar 6e         |                    |  |

| Match retour | Deportivo Suchitepéquez                                           | 3:0   | CSD Comunicaciones | Stade Carlos Salazar Hijo |  |
| 29 mai 2015  | Francisco Ladogana 51e · Nelson Miranda 53e · Domingo Zalazar 90e | (0:0) |                    |                           |  |

## Bilan du tournoi
| Tournoi de clôture du championnat de football du Guatemala 2016 |                                    |
| Champion                                                        | Deportivo Suchitepéquez (2e titre) |
| Dauphin                                                         | CSD Comunicaciones                 |
| Qualifications continentales                                    |                                    |
| Ligue des champions 2016-2017 (Phase de groupes)                | Deportivo Suchitepéquez            |
| Promotions et relégations                                       |                                    |
| Promus en Liga Nacional de Guatemala                            |                                    |
| Relégués en Primera División de Guatemala                       | Universidad SC                     |

## Statistiques

### Buteurs
| Rang | Nom | Équipe | Buts |
| 1    |     |        | -    |
| 2    |     |        | -    |
| 3    |     |        | -    |